# 아리아케 (고토구)

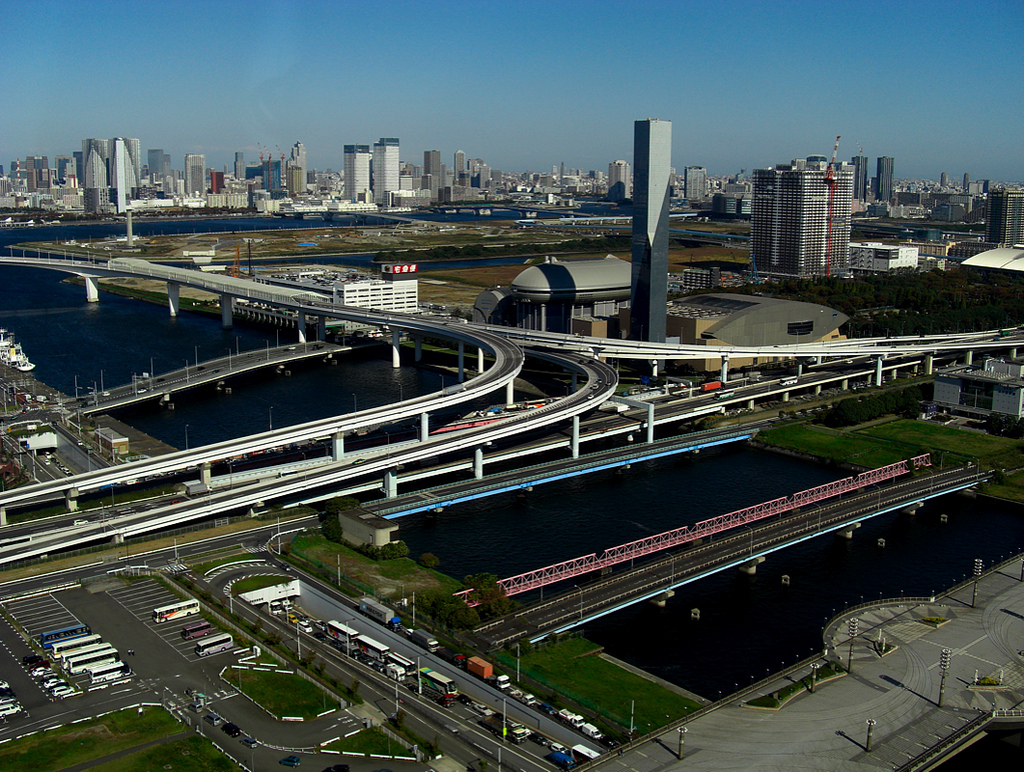
아리아케 JCT

아리아케(일본어: 有明)는 일본 도쿄도 고토구의 지명이다. 2012년 4월 1일 기준으로 인구는 6,201명이다.